# Метиларсенат натрия
Метиларсенат натрия представляет собой химическое соединение натрия из группы арсенатов. Это двухосновная натриевая соль метилмышьяковой кислоты.

## Получение
Метиларсенат натрия можно получить в результате реакции метаарсинита натрия с йодметаном в присутствии щелочных гидроксидов, таких как гидроксид натрия или по реакции метаарсинита натрия с диметилсульфатом.
{\displaystyle \mathrm {Na_{3}AsO_{3}+CH_{3}I\longrightarrow CH_{3}AsNa_{2}O_{3}+NaI} }
{\displaystyle \mathrm {Na_{3}AsO_{3}+(CH_{3}O)_{2}SO_{2}\longrightarrow CH_{3}AsNa_{2}O_{3}+CH_{3}O-SO_{2}-ONa} }

## Характеристики
Это бесцветное твердое вещество, легко растворимое в воде.

## Использование
Метиларсенат натрия в виде гидрометиларсената в ходит в состав гербицидов (в США используется для обработки хлопка). Применяется в ветеринарной медицине.